# Ibis biały
Ibis biały (Eudocimus albus) – gatunek dużego ptaka z rodziny ibisów (Threskiornithidae). Zamieszkuje podmokłe obszary przybrzeżne, łąki, pola orne od południowo-wschodnich USA po północną część Ameryki Południowej. Blisko spokrewniony z ibisem szkarłatnym (Eudocimus ruber).
Charakterystyka
Duży ptak o długości ciała 56–71 cm. Masa ciała: samce 810–1261 g, samice 593–901 g. U dorosłych osobników pióra białe, z czarno zakończonymi lotkami I rzędu. Naga skóra na głowie wraz z dziobem czerwone. Nogi w sezonie lęgowym czerwone, później szare. W locie głowa i szyja wyciągnięte, nogi wystają poza ogon. Po kilku uderzeniach skrzydeł następuje lot ślizgowy; często spotykany w dużych kluczach.
Podgatunki
Wyróżnia się dwa podgatunki E. albus:
- E. a. albus (Linnaeus, 1758) – południowo-wschodnie USA, wybrzeża Meksyku i Ameryki Centralnej na południe co najmniej do Kostaryki, Karaiby
- E. a. ramobustorum Patten, 2012 – wybrzeża Panamy, północna część Ameryki Południowej – Kolumbia, Wenezuela, południowo-zachodni Ekwador i skrajnie północno-zachodnie Peru

StatusIUCN uznaje ibisa amerykańskiego za gatunek najmniejszej troski (LC, Least Concern) nieprzerwanie od 1988 roku. W 2017 roku organizacja Partners in Flight szacowała liczebność światowej populacji lęgowej na około 290 tysięcy osobników. BirdLife International uznaje globalny trend liczebności populacji za stabilny. Populacja w USA wykazuje silny trend wzrostowy.